# Сузе из камена
Сузе из камена је епизода Дилан Дога објављена у свесци бр. 141. у издању Веселог четвртка. Свеска је објављена 29.11.2018. Коштала је 270 дин (2,27 €; 2,65 $). Имала је 94 стране и била у колору.

## Оригинална епизода
Оригинална епизода под називом La crime di pietra објављена је премијерно у бр. 350. регуларне едиције Дилана Дога у Италији у издању Бонелија изашла 29.10.2015. Епизоду је нацртао и сценарио написао Карло Амброзини, а насловну страну нацртао Анђело Стано. Епизоду је обојио Ђована Ниро. Коштала је 3,5 €.

## Кратак садржај
Блок упознаје Дилана са новом пријатељицом слепом Криспилом, бившом примабалерином, која на састанак долази са свекрвом. Дилан је забринут јер је Криспила неколико деценија млађа од Блока. Дилан и Блок још увек не знају да Криспила ради као професионална проститутка, а да јој је свекрва подводачица. Након упознавања, Блок примећиује Том Кобејна, Савинијевог телохранитеља за кога је био убеђен да је у затвору. Касније сазнаје да је Савини главни главни Криспилин подводач који од тога узима проценат.
Блок је сломљен када сазна да је Крипила проститутка (иако му ово није по први пут да има однос са таквим особама; погледати епизоду Успомене невидљивог). Дилан тада открива да Криспилина свекрва и њен син у подруму куће крију још једну страшнију тајну.

## Претходна и наредна епизода)
Претходна епизода носила је наслов Смрт не заборавља (бр. 140), а наредна На дну зла (бр. 142).